# Jacques-René Hébert
Jacques-René Hébert (15. listopadu 1757, Alençon – 24. března 1794, Paříž) byl francouzský publicista, politik a jedna z nejvýznamnějších postav Francouzské revoluce.

## Život
Hébert se narodil jako syn zlatníka, prožil klidné dětství a vyrůstal v relativním bohatství středostavovské rodiny. Pro čin z mladické nerozvážnosti byl odsouzen k vysoké pokutě a ze studu odešel do anonymní Paříže, kde se až do výbuchu revoluce protloukal životem v bídě.
Jako vydavatel časopisu Le Pére Duchesne, který od podzimu 1790 vyšel v celkem 385 číslech, vstoupil do revolučního dění a stupňoval revoluční nálady. V publikační činnosti předčil i Marata. Francouzský historik Jules Michelet konstatuje, „tisk, to byl Hébert“. Základní programové body jeho časopisu byly: svržení monarchie a nastolení demokracie dle vzoru Rousseaua, boj proti zahraničním monarchiím, zřízení světové republiky a především stálý boj proti církvi jako centru „vnější i vnitřní kontrarevoluce“ a „hlasatelce ideologie středověkých a přežitých despocií“ (ancien régime). Protiklerikální a protináboženské zaměření bylo patrno již od prvního čísla časopisu (vyšlo pod titulem „Dolů se zvony“); o 3 roky později na podzim 1793 patřil Hébert k hlavním iniciátorům „odkřesťanštění“ – hnutí, které mělo za cíl zničit veškerou stopu po křesťanství a ke kterému se Robespierre později začal stavět rezervovaně.
Hébertismus vycházel z myšlenek osvícenství, jakkoli je svým zaměřením na nejnižší společenské vrstvy nutně banalizoval. Jako politický agitátor se Hébert obracel především k sansculotům – malým řemeslníkům a živnostníkům na pařížských předměstích, kteří představovali motor revoluce. Vedle své pisatelské činnosti byl Hébert aktivní v četných revolučních spolcích, např. Club des Cordeliers. Po útoku na Tuilerie a po zajetí krále vedl Hébert společně s Pierrem Gaspardem Chaumette a svými příznivci hébertisty pařížskou komunu, která jako centrální orgán spojovala činnost 48 městských sekcí, a svého času svým vlivem předčila Národní konvent.
Ačkoli perzekuce a hromadné popravy duchovenstva neustávaly, od konce roku 1793 se Robespierre jako deista začal stavět proti dechristianizaci, která se projevovala rabováním chrámů a klášterů a ničením sakrálního umění. Se stupňujícím se terorem Robespierre oslabil vliv pařížské komuny a hnutí sansculotů, jejichž předáky nechal popravit. Proti Hébertovi spustil nejdříve několikatýdenní pomlouvačnou kampaň, která skončila spektakulárním procesem, během nějž byl kromě jiných zločinů obviněn z roajalistického spiknutí.
Hébert byl popraven gilotinou na Náměstí Revoluce Paříži 24. března 1794. Člověk, který často slovem i tiskem nabádal ke krvavému účtování s „nepřáteli revoluce“, na své poslední cestě nedokázal projevit zmužilost: cestou na popraviště opakovaně omdléval a nakonec, když byl položen pod gilotinu, začal ječet strachy. (Kati navíc zvýšili Hébertovo utrpení tím, že několikrát popravu jen fingovali – břitvu gilotiny zastavili těsně nad odsouzencovým hrdlem a pak nechali přihlížející dav bavit se jeho šokem a strachem.)